# Intendente de Maldonado
El intendente de Maldonado (Uruguay) es quien ejerce el poder ejecutivo en lo que respecta a las tareas domésticas de ese departamento (transporte, cuidado de las ciudades, residuos, alumbrado público, entre otras).
En caso de ausencia del Intendente, el cargo es ejercido por el primer suplente.
Según la Constitución actual el Intendente es elegido en elección popular directa, que se realiza en una fecha diferente a la de las elecciones nacionales. Tiene un mandato de cinco años con posibilidad de reelección inmediata por un único período más.
El actual intendente del departamento es Enrique Antía.

## Intendentes de Maldonado
| Intendente | Nombre                    | Partido          | Período                               | Información |
| ---------- | ------------------------- | ---------------- | ------------------------------------- | --- |
|            | Juan Gorlero              |                  | 1909 - 1913                           | Nombrado por el poder ejecutivo 1° Intendente Municipal |
|            | Ángel F. Martínez         |                  | 1914 - 1915                           | 2° Intendente Municipal |
|            | Ramón Miranda             |                  | 1916 - 1917                           | 3° Intendente Municipal |
|            | Orlando Pedragosa Sierra  |                  | 1917 - 1919                           | 4° Intendente Municipal |
|            | Consejo de Administración |                  | 1920 - 1923                           | Presidente: Orlando Pedragosa Sierra. Vicepresidente: Alberto Luis Vidal. Titulares: Conrado Saez, Alejandro Requena, José Carlos Moreno, Manuel Larrosa y Faustino Nocetti                    |
|            | Faustino Nocetti          |                  | 1923 - 1925                           | 5° Intendente Municipal |
|            | Consejo de Administración |                  | 1925 - 1928                           | Presidente: Alfonso J. Ortíz. Vicepresidente: Conrado Sáez. Titulares: Mateo Fígoli, Eduardo Urioste, Urbano Cal y Félix Núñez                                                                 |
|            | Consejo de Administración |                  | 1928 - 1931                           | Presidente: Emilio T. Luciani. Vicepresidente: Manuel Larrosa. Titulares: Arturo Mata y Via y Félix Núñez                                                                                      |
|            | Consejo de Administración |                  | 1931 - 1933                           | Presidente: Félix Núñez. Vicepresidente: José Mautone. Titulares: Pablo Amorín y Conrado Sáez                                                                                                  |
|            | Conrado Sáez              |                  | 1933 - 1934                           | Intendente interventor |
|            | Raúl Odizzio              |                  | 1934 - 1938                           | 6° Intendente Municipal |
|            | Martiniano Chiossi        | Partido Colorado | 1938                                  | 7° Intendente Municipal. Muere asesinado el 11 de octubre de 1938 |
|            | Félix Nuñez               |                  | 1938 - 1942                           | 8° Intendente Municipal. Ante la muerte de Martiniano Chiossi, asume hasta finalizar el período                                                                                                |
|            | Roque A. Masetti          |                  | 1942 - 1945                           | 9° Intendente Municipal. Renuncia antes de finalizar el período para postularse nuevamente a Intendente                                                                                        |
|            | Armando Pérez Luace       |                  | 1945 - 1946                           | 10° Intendente Municipal. Ante la renuncia de Roque Masetti, asume hasta finalizar el período                                                                                                  |
|            | Roque A. Masetti          |                  | 1946 - 1950                           | 11° Intendente Municipal. Entre septiembre de 1946 y febrero de 1947 el cargo fue ocupado por su compañero de fórmula municipal, Gilberto Acosta Arteta.                                       |
|            | Ernesto F. Paravis        |                  | 1950 - 1954                           | 12° Intendente Municipal. |
|            | Consejo de Administración |                  | 1954 - 1957                           | Presidente: Martín S. Marzano. Vicepresidente: Armando Pérez Luace. Titulares: Ricardo Costa, Victoriano R. Suárez, Francisco Salazar, Eduardo Becco, Juan Carlos Anfusso y Ramón Gómez Tizze. |
|            | Consejo de Administración |                  | 1957 - 1958                           | Ante la renuncia de Martín Marzano, Héctor Jaurena queda al frente del Consejo de Administración.                                                                                              |
|            | Consejo de Administración |                  | 1958 - 1962                           | Presidente: Francisco Salazar. Vicepresidente: Analdo Orce. Titulares: Adalberto González, Martín F. Marzano, Roque A. Masetti y Jacinto Rodríguez.                                            |
|            | Consejo de Administración |                  | 1962 - 1966                           | Presidente: Pedro Tamón (PC). Vicepresidente: Gilberto Acosta Arteta (PC). Titulares: Celia Rossi del Alcántara (PC), Arturo Collazo (PN) y Hugo Pérez Miraglia (PN)                           |
|            | Gilberto Acosta Arteta    | Partido Colorado | 1966 - 1970                           | 13° Intendente Municipal. Renuncia antes de finalizar el período para postularse nuevamente a Intendente                                                                                       |
|            | Casimiro Tejera Delgado   | Partido Colorado | 1970 - 1971                           | 14° Intendente Municipal. Ante la renuncia de Gilberto Acosta Arteta, asume hasta finalizar el período                                                                                         |
|            | Gilberto Acosta Arteta    | Partido Colorado | 1971 - 1973                           | 15° Intendente Municipal. Removido del cargo por la dictadura cívico-militar. Posteriormente encarcelado en mayo de 1974                                                                       |
|            | José María Siqueira       |                  | 1973 - 1976                           | Intendente interventor |
|            | Juan César Curutchet      |                  | 1976 - 1980                           | Intendente interventor |
|            | Fernán Amado              |                  | 1980 - 1982                           | Intendente interventor |
|            | Miguel Ángel Aparicio     |                  | 1982 - 1984                           | Intendente interventor |
|            | Benito Stern              | Partido Colorado | 1984 - 1989                           | 16° Intendente Municipal. Renuncia antes de finalizar el período para postularse nuevamente a Intendente                                                                                       |
|            | Daoiz Jaurena Cuervo      | Partido Colorado | 1989 - 1990                           | 17° Intendente Municipal. Ante la renuncia de Benito Stern, asume hasta finalizar el período                                                                                                   |
|            | Domingo Burgueño Miguel   | Partido Nacional | 1990 - 1994                           | 18° Intendente Municipal. Renuncia antes de finalizar el cargo para postularse nuevamente a Intendente                                                                                         |
|            | Francisco Mesa Borrallo   | Partido Nacional | 1994 - 1995                           | 19° Intendente Municipal. Ante la renuncia de Domingo Burgueño, asume hasta finalizar el período                                                                                               |
|            | Domingo Burgueño          | Partido Nacional | 1995 - 1998                           | 20° Intendente Municipal. Fallece en el cargo |
|            | Camilo Tortorella         | Partido Nacional | 1998 - 2000                           | 21° Intendente Municipal. Ante el fallecimiento de Domingo Burgueño, asume hasta finalizar el período                                                                                          |
|            | Enrique Antía             | Partido Nacional | 2000 - 2005                           | 22° Intendente Municipal. Renuncia antes de finalizar el cargo para postularse nuevamente a Intendente                                                                                         |
|            | Luis Eduardo Pereira      | Partido Nacional | 2005                                  | 23° Intendente Municipal. Ante la renuncia de Enrique Antía, asume hasta finalizar el período                                                                                                  |
|            | Óscar de los Santos       | Frente Amplio    | 2005 - 2010                           | 24° Intendente Municipal |
|            | Gustavo Salaberry         | Frente Amplio    | 2010                                  | 25° Intendente Municipal Ante la renuncia de Óscar de los Santos, asume hasta finalizar el período                                                                                             |
|            | Óscar de los Santos       | Frente Amplio    | 2010 - 2014                           | 26° Intendente Departamental |
|            | Susana Hernández          | Frente Amplio    | 2014 - 2015                           | 27° Intendenta Departamental Ante la renuncia de Óscar de los Santos, asume hasta finalizar el período                                                                                         |
|            | Enrique Antía             | Partido Nacional | 9 de julio de 2015-8 de julio de 2019 | 28° Intendente Departamental |
|            | Jesús Bentancur           | Partido Nacional | julio de 2019- 3 de diciembre de 2020 | 29° Intendente Departamental Ante la renuncia de Enrique Antía, asume hasta finalizar el período                                                                                               |
|            | Enrique Antía             | Partido Nacional | 26 de noviembre de 2020 - en el cargo | 30° Intendente Departamental |
|            | Miguel Abella             | Partido Nacional | Intendente electo                     | 31° Intendente Departamental |